# Liste des œuvres de Mel Bonis

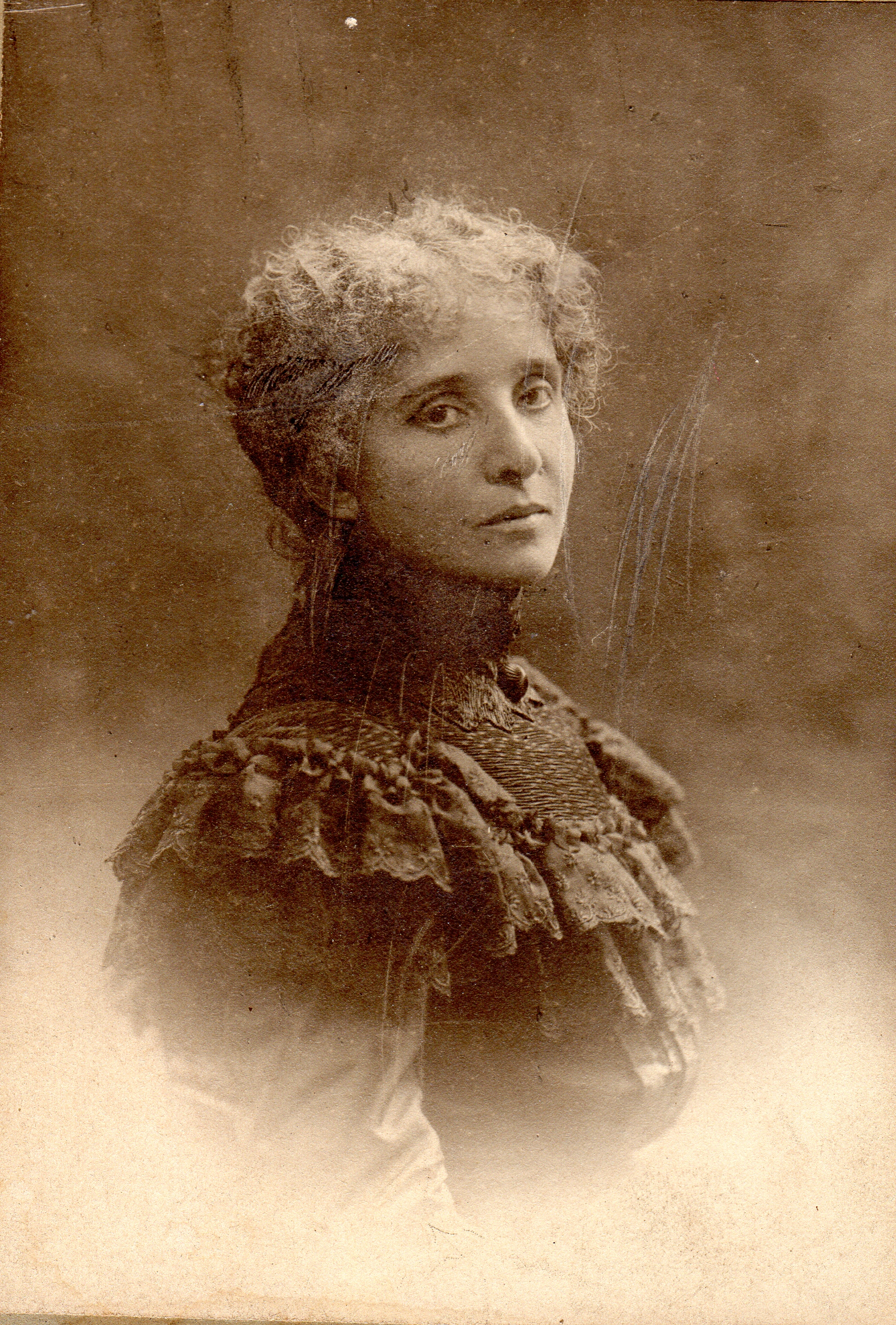
Mel Bonis vers 1900.

Cette liste regroupe les œuvres de Mel Bonis d'après le catalogue établi par la musicienne Christine Géliot pour la première fois en 2005, dressé par numéro d'opus et s'appuyant sur la chronologie jusqu'au numéro 150 (d'après les manuscrits, ou, à défaut, d'après la date de première édition). En l'absence d'indication de date, les numéros suivants sont utilisés, jusqu'au numéro 192.
Pour les œuvres existant en plusieurs versions, une barre de fraction est utilisée. 
La présente liste respecte la dernière édition du catalogue, publiée en 2020.

## Liste des œuvres
| no d'opus | Titre de l'œuvre                                          | Genre                                          | Éditeur (première édition)    | Date (première édition) | Notes |
| --------- | --------------------------------------------------------- | ---------------------------------------------- | ----------------------------- | ----------------------- | --- |
| 1         | Impromptu pour piano                                      | Pièce pour piano                               | Armiane                       | 2001 (édition posthume) | Manuscrit daté 1881, initialement intitulé « mon premier morceau ». |
| 2         | Étiolles : valse pour piano                               | Pièce pour piano                               | L. Grus                       | 1884                    | Signé « M. Bonis ». |
| 3         | Sur la plage                                              | Mélodie                                        | L. Grus                       | 1884                    | Poésie d'Amédée-Louis Hettich. Dédicace à Cobalet. |
| 4         | Villanelle                                                | Mélodie                                        | L. Grus                       | 1884                    | Poésie d'Amédée-Louis Hettich. Dédicace à Talazac. |
| 5         | Invocation                                                | Mélodie                                        | Armiane                       | 2001 (édition posthume) | Poésie d'Édouard Guinand. Manuscrit daté 1887. |
| 6         | Viens                                                     | Mélodie                                        | Armiane                       | 2002 (édition posthume) | Poésie d'Édouard Guinand. Manuscrit daté 1888. |
| 7         | Rondo dans le genre ancien                                | Pièce pour piano                               | L. Grus                       | 1889                    | |
| 8         | Viennoise                                                 | Pièce pour piano                               | Leduc                         | 1893                    | |
| 9         | Près du ruisseau                                          | Pièce pour piano                               | Leduc                         | 1894                    | |
| 10        | Prélude en mi bémol majeur                                | Pièce pour piano                               | V. Durdilly                   | 1889                    | In Cinq Pièces musicales. |
| 11        | Gai printemps (impromptu)                                 | Pièce pour piano                               | V. Durdilly                   | 1889                    | In Cinq Pièces musicales. |
| 12        | Églogue                                                   | Pièce pour piano                               | V. Durdilly                   | 1889                    | In Cinq Pièces musicales. |
| 13        | Aux champs                                                | Pièce pour piano                               | V. Durdilly                   | 1889                    | In Cinq Pièces musicales. |
| 14        | Menuet                                                    | Pièce pour piano                               | V. Durdilly                   | 1889                    | In Cinq Pièces musicales. |
| 15/1      | Les Gitanos : valse espagnole                             | Pièce pour piano                               | Hamelle                       | 1892                    | 1er prix du concours de valse du journal Piano Soleil, 1891. |
| 15/2      | Les Gitanos : valse espagnole                             | Piano à quatre mains                           | Hamelle                       | 1892                    | |
| 15/3      | Les Gitanos : valse espagnole                             | Orchestre                                      | Hamelle                       | 1904                    | Orchestration par Adolphe Gauwin. |
| 16        | Nocturne                                                  | Musique de chambre                             | Armiane                       | 2007 (édition posthume) | Pour violon, alto, violoncelle et harpe ou piano. |
| 17        | Berceuse                                                  | Mélodie                                        | Armiane                       | 2003 (édition posthume) | Poésie d'Édouard Guinand. |
| 18        | Dès l'aube                                                | Mélodie                                        | Armiane                       | 2002 (édition posthume) | Poésie d'Édouard Guinand. |
| 19        | Pensées d'automne                                         | Pièce pour piano                               | Leduc                         | 1894                    | |
| 20        | Noël pastoral                                             | Œuvre vocale religieuse (à une voix)           | Leduc                         | 1892                    | Poésie d'Amédée-Louis Hettich. |
| 21/1      | Le Ruisseau                                               | Duo vocal                                      | Leduc                         | 1894                    | Chœur pour soprano et contralto avec accompagnement de piano. Poésie d'Amédée-Louis Hettich. |
| 21/2      | Le Ruisseau                                               | Voix et orchestre                              | Furore                        | 2020 (édition posthume) | Chœur pour soprano et contralto avec accompagnement d'orchestre. Poésie d'Amédée-Louis Hettich. |
| 22        | Élève-toi mon âme                                         | Mélodie                                        | E. Bretonneau                 | 1894                    | Pour mezzo-soprano ou baryton avec accompagnement de piano. Poésie d'Amédée-Louis Hettich. |
| 23/1      | Berceuse                                                  | Pièce pour piano                               | Leduc                         | 1895                    | |
| 23/2      | Berceuse                                                  | Piano à quatre mains                           | Inédit                        |                         | Manuscrit daté 1888. |
| 24        | La Chanson du rouet                                       | Pièce pour piano                               | Leduc                         | 1895                    | |
| 25        | Tambours et clairons : pas redoublé pour piano            | Pièce pour piano                               | E. Baudoux                    | 1901                    | |
| 26        | Mazurka pour piano                                        | Pièce pour piano                               | Leduc                         | 1896                    | |
| 27        | Ballade pour piano                                        | Pièce pour piano                               | Leduc                         | 1896                    | |
| 28        | Papillons                                                 | Pièce pour piano                               | Leduc                         | 1897                    | in Cinq Pièces. |
| 29        | Romance sans paroles (en la bémol majeur)                 | Pièce pour piano                               | Leduc                         | 1897                    | in Cinq Pièces. |
| 30        | Phœbé                                                     | Pièce pour piano                               | Leduc                         | 1909                    | |
| 31        | Carillon mystique                                         | Pièce pour piano                               | Leduc                         | 1898                    | Dédicace à Raoul Pugno. |
| 32        | Orientale : valse pour piano                              | Pièce pour piano                               | Leduc                         | 1898                    | |
| 33/1      | Méditation                                                | Pièce pour piano                               | Leduc                         | 1905                    | |
| 33/2      | Méditation                                                | Musique de chambre                             | Leduc                         | 1899                    | Pour violoncelle avec accompagnement de piano. |
| 34        | Soirs d'antan (valse lente pour piano)                    | Pièce pour piano                               | Furore                        | 2014 (édition posthume) | |
| 35/1      | Suite en forme de valse                                   | Pièce pour piano                               | Leduc                         | 1898                    | 1. Ballabile |
| 35/2      | Suite en forme de valse                                   | Piano à quatre mains                           | Leduc                         | 1898                    | 1. Ballabile |
| 35/3      | Suite en forme de valse                                   | Orchestre                                      | Leduc                         | 1898                    | 1. Ballabile |
| 36/1      | Suite en forme de valse                                   | Pièce pour piano                               | Leduc                         | 1898                    | 2. Valse lente |
| 36/2      | Suite en forme de valse                                   | Piano à quatre mains                           | Leduc                         | 1898                    | 2. Valse lente |
| 36/3      | Suite en forme de valse                                   | Orchestre                                      | Leduc                         | 1898                    | 2. Interlude et Valse lente |
| 37/1      | Suite en forme de valse                                   | Pièce pour piano                               | Leduc                         | 1898                    | 3. Danse sacrée |
| 37/2      | Suite en forme de valse                                   | Piano à quatre mains                           | Leduc                         | 1898                    | 3. Danse sacrée |
| 37/3      | Danse sacrée                                              | Orchestre                                      | Leduc                         | 1898                    | Réédition in Suite en forme de valse, Furore, 2017. |
| 38/1      | Suite en forme de valse                                   | Pièce pour piano                               | Leduc                         | 1898                    | 4. Scherzo-Valse |
| 38/2      | Suite en forme de valse                                   | Piano à quatre mains                           | Leduc                         | 1898                    | 4. Scherzo-Valse |
| 38/3      | Suite en forme de valse                                   | Orchestre                                      | Leduc                         | 1898                    | 3. Scherzo-Valse |
| 39/2      | Suite en forme de valse                                   | Piano à quatre mains                           | Leduc                         | 1898                    | 5. Interlude et Bacchanale |
| 40        | Scherzo                                                   | Deux pianos                                    | Leduc                         | 1898                    | |
| 41        | Barcarolle en si bémol majeur                             | Pièce pour piano                               | Furore                        | 2006 (édition posthume) | Manuscrit daté 1899. |
| 42        | Marionnettes                                              | Pièce pour piano                               | Leduc                         | 1899                    | |
| 43        | Barcarolle-Étude [en si bémol majeur]                     | Pièce pour piano                               | Leduc                         | 1899                    | |
| 44        | Prière de Noël                                            | Œuvre vocale religieuse (à une voix)           | Leduc                         | 1899                    | Poésie d'Amédée-Louis Hettich. |
| 45        | Regina coeli                                              | Œuvre vocale religieuse (à deux voix ou chœur) | Leduc                         | 1899                    | À deux voix égales avec accompagnement de piano ou harpe (orgue, violon ou violoncelle ad lib.) en sol majeur. |
| 46        | Sérénade                                                  | Musique de chambre                             | Leduc                         | 1899                    | Pour violon (ou violoncelle) et piano. |
| 47        | Veille de Noël                                            | Duo vocal                                      | L. Grus                       | 1900                    | Pour deux voix moyennes et piano. Dialogue et poésie de Madeleine Pape-Carpantier. |
| 48/1      | Suite orientale                                           | Musique de chambre                             | Durand                        | 1900                    | Pour piano, violon et violoncelle ; manuscrit daté du 31 octobre 1900 ; 3 mouvements : 1. Prélude 2. Danse d'Almées 3. Ronde de nuit |
| 48/2      | Suite orientale                                           | Orchestre                                      | Durand                        |                         | En 3 mouvements : 1. Prélude 2. Danse d'Almées 3. Ronde de nuit Manuscrit des deux premiers mouvements daté 1900 ; le troisième mouvement ne figure que dans les parties séparées. Édition posthume Furore, 2019, comme « Prélude et danse d'Almées ». |
| 49        | Reproche tendre                                           | Mélodie                                        | Leduc                         | 1901                    | Poésie d'Amédée-Louis Hettich. |
| 50        | O Salutaris                                               | Œuvre vocale religieuse (à une voix)           | Leduc                         | 1901                    | Pour baryton ou mezzo-soprano avec accompagnement d'orgue ou d'harmonium. |
| 51        | Prélude pour piano [en la bémol majeur]                   | Pièce pour piano                               | Leduc                         | 1901                    | Dédicace à Antonin Marmontel. |
| 52        | L'Escarpolette : valse pour piano                         | Pièce pour piano                               | Leduc                         | 1901                    | |
| 53        | Madrigal                                                  | Chœur                                          | Hachette                      | 1901                    | Pour chœur à deux voix et soliste. Poésie de Madeleine Pape-Carpantier. |
| 54/1      | Noël de la Vierge Marie                                   | Œuvre vocale religieuse (à une voix)           | Hachette                      | 1901                    | Berceuse pour voix avec accompagnement d'orgue ; poésie de Madeleine Pape-Carpantier. |
| 54/2      | Noël de la Vierge Marie                                   | Voix et orchestre                              | Furore                        | 2019 (édition posthume) | Berceuse pour voix avec accompagnement d'orchestre ; poésie de Madeleine Pape-Carpantier ; manuscrit daté 1905. |
| 55        | Pourriez-vous pas me dire ?                               | Mélodie                                        | Leduc                         | 1901                    | Poésie d'Amédée-Louis Hettich. |
| 56        | Romance sans paroles en sol bémol majeur                  | Pièce pour piano                               | Lemoine                       | 1905                    | |
| 57        | Berceuse de Noël pour les enfants                         | Œuvre vocale religieuse (à une voix)           | L'auteur                      | 1903                    | Poésie de Mel Bonis sous le pseudonyme L. de Poul ar Feuntun (1re édition) ou de Léon Rimbault (2e édition : L. Grus, 1904). |
| 58        | La Mer ! Mélodie italienne                                | Mélodie                                        | L'auteur                      | 1903                    | Arrangée par Mel Bonis sous le pseudonyme de Poul-Ar-Feuntun. Deux versions : 1. Pour ténor ou soprano (en ré bémol) 2. Pour mezzo-soprano ou baryton (en si bémol)                                                                                    |
| 59        | Suite pour flûte, violon et piano                         | Musique de chambre                             | Demets                        | 1903                    | Dédicace à Charles Malherbe ; 3 mouvements : 1. Sérénade 2. Pastorale 3. Scherzo |
| 60        | À Suzanne !                                               | Adaptation musicale                            | Demets                        | 1904                    | Adaptation instrumentale d'un poème de Cécile Guinand pour piano et récitant. Dédicace à Léon Brémont. |
| 61        | Sorrente !                                                | Adaptation musicale                            | Demets                        | 1904                    | Adaptation instrumentale d'un poème de Cécile Guinand pour piano et récitant. Dédicace à Léon Brémont. |
| 62/1      | Bourrée                                                   | Pièce pour piano                               | Demets                        | 1904                    | |
| 62/2      | Bourrée                                                   | Orchestre                                      | Demets                        | 1904                    | Réédition in Trois danses pour orchestre, Furore, 2019. |
| 63        | Largo en mi majeur attribué à Haendel                     | Transcription                                  | Demets                        | 1904                    | Harmonisé pour violon avec accompagnement de piano |
| 64        | Sonate pour piano et flûte en ut dièse mineur             | Musique de chambre                             | Demets                        | 1904                    | Dédicace à Louis Fleury ; 4 mouvements : 1. Andantino con moto 2. Scherzo vivace 3. Adagio 4. Finale moderato |
| 65        | Adagio en mi bémol mineur                                 | Pièce pour orgue                               | Carrara                       | 1971 (édition posthume) | Dédicace à Henri Letocart. |
| 66        | Le Moustique                                              | Pièce pour piano                               | Demets                        | 1904                    | |
| 67        | Sonate pour piano et violoncelle en fa majeur             | Musique de chambre                             | Demets                        | 1905                    | 2 mouvements : 1. Moderato quasi Andante 2. Très lent : Final |
| 68        | Ave Maria                                                 | Œuvre vocale religieuse (à une voix)           | Demets                        | 1904                    | Pour mezzo-soprano ou baryton et orgue. |
| 69        | Quatuor en si bémol pour piano, violon, alto, violoncelle | Musique de chambre                             | Demets                        | 1905                    | 4 mouvements : 1. Moderato 2. Intermezzo 3. Adagio 4. Final |
| 70        | Black pearl, habanera pour piano                          | Pièce pour piano                               | Demets                        | 1905                    | Sous le pseudonyme de Pierre Domange. |
| 71        | Barcarolle pour piano [en mi bémol majeur]                | Pièce pour piano                               | Demets                        | 1906                    | |
| 72/1      | Fantaisie                                                 | Musique de chambre                             | Kossack                       | 2003 (édition posthume) | Septuor pour piano, deux flûtes, deux violons, alto, violoncelle ; 3 mouvements : 1. Modéré 2. Scherzo 3. Très vif Manuscrit daté 1906 ; édition moderne sous le nom de Septett.                                                                       |
| 72/2      | Fantaisie                                                 | Orchestre                                      |                               |                         | Pour piano et orchestre ; reconstitution de la partie d'orchestre par Yves Henry ; 3 mouvements : 1. Modéré 2. Scherzo 3. Très vif |
| 73        | Allons prier ! Hymne à Marie                              | Œuvre vocale religieuse (à une voix)           | Hamelle                       | 1906                    | Voix élevées et piano ou orgue. Paroles de l'abbé Léon Rimbault. Manuscrit daté 1905. |
| 74        | L'Oiseau bleu                                             | Duo vocal                                      | Hamelle                       | 1905                    | Duo ou choeur pour soprano et contralto avec accompagnement de piano. Poésie d'Amédée-Louis Hettich. |
| 75        | Épithalame                                                | Duo vocal                                      | Demets                        | 1907                    | Chœur pour soprano et contralto avec piano. Poésie de Victor Hugo ; dédicace à Jane Arger. |
| 76        | Soir ! Matin !                                            | Musique de chambre                             | Demets                        | 1907                    | Pour piano, violon et violoncelle. |
| 77        | Un soir                                                   | Mélodie                                        | Armiane                       | 1998 (édition posthume) | Pour mezzo-soprano et piano. Poésie d'Anne Osmont. Manuscrit daté 1908. |
| 78        | Andante religioso                                         | Musique de chambre                             | Henry Lemoine                 | 2019 (édition posthume) | Pour violon et piano ; conducteur manuscrit daté 1910 et partie de violon datée 1909 ; édition moderne in Trois pièces pour violon et piano. |
| 79        | Le Dernier Souvenir                                       | Mélodie                                        | Fortin-Armiane                | 2014 (édition posthume) | Pour voix de basse et piano. Poésie de Charles-Marie Leconte de Lisle. Manuscrit daté 1909. |
| 80        | Viviane                                                   | Pièce pour piano                               | Leduc                         | 1909                    | |
| 81/1      | Pavane                                                    | Pièce pour piano                               | Demets                        | 1909                    | |
| 81/2      | Pavane                                                    | Piano à quatre mains                           | L'Illustration                | 1904                    | |
| 81/3      | Pavane                                                    | Orchestre                                      | Demets                        | 1909                    | Réédition in Trois danses pour orchestre, Furore, 2019. |
| 82/1      | Sarabande                                                 | Pièce pour piano                               | Demets                        | 1909                    | |
| 82/2      | Sarabande                                                 | Orchestre                                      | Demets                        | 1909                    | Réédition in Trois danses pour orchestre, Furore, 2019. |
| 83        | Largo en mi bémol                                         | Musique de chambre                             | Henry Lemoine                 | 2019 (édition posthume) | Pour violon et piano ; manuscrits sans date portant la mention « mauvais » ; édition moderne in Trois pièces pour violon et piano. |
| 84        | Allegretto ma non troppo                                  | Musique de chambre                             | Henry Lemoine                 | 2019 (édition posthume) | Pour violon et piano ; conducteur manuscrit daté 1910 et partie de violon datée 1904 ; édition moderne in Trois pièces pour violon et piano. |
| 85        | Variations                                                | Deux pianos                                    | Hachette                      | 1901                    | |
| 86        | Omphale                                                   | Pièce pour piano                               | Simrock                       | 1910                    | |
| 87        | Six Valses-Caprice                                        | Piano à quatre mains                           | Poulalion                     | 1911                    | |
| 88        | Immortelle tendresse                                      | Mélodie                                        | Demets                        | 1910                    | Pour baryton ou mezzo-soprano et piano. Poésie d'André Godard. Manuscrit daté 1910. |
| 89        | Écho                                                      | Pièce pour piano                               | Sénart                        | 1910                    | Sous le pseudonyme de Henry Wladimir Liadoff. |
| 90        | Narcisse                                                  | Pièce pour piano                               | Sénart                        | 1910                    | Sous le pseudonyme de Henry Wladimir Liadoff. |
| 91        | Trois mélodies pour ténor                                 | Mélodie                                        | Armiane                       | 2001 (édition posthume) | Poésies de Maurice Bouchor : 1. Viola 2. Sauvez-moi 3. Vers le pur amour Ténor ou soprano avec accompagnement de piano. Manuscrit de Viola daté 1914, manuscrit de Sauvez-moi daté 1913. Édition moderne avec le titre Songe pour Vers le pur amour.   |
| 92        | Scènes enfantines                                         | Pièce pour piano                               | Demets                        | 1912                    | 8 pièces. |
| 93/1      | Le Chat sur le toit (nocturne)                            | Mélodie                                        | Sénart                        | 1925                    | Poésie de Robert du Costal. Dédicace à Gabriel Paulet. Manuscrit daté 1912. |
| 93/2      | Le Chat sur le toit (nocturne)                            | Voix et orchestre                              | Furore                        | 2020 (édition posthume) | Poésie de Robert du Costal. Dédicace à Gabriel Paulet. Version en ré majeur avec accompagnement d'orchestre. |
| 94        | Chanson d'amour                                           | Mélodie                                        | Armiane                       | 2002 (édition posthume) | Pour voix moyenne et piano. Poésie de Maurice Bouchor. Manuscrit daté 1912. |
| 95        | Moderato pour grand orgue                                 | Pièce pour orgue                               | Carrara                       | 1971 (édition posthume) | Manuscrit daté 1931. |
| 96        | Sortie                                                    | Pièce pour orgue ou harmonium                  | La Musique sacrée             | sans date               | |
| 97        | Toccata en sol                                            | Pièce pour orgue ou harmonium                  | La Musique sacrée             | 1934                    | |
| 98        | Prélude et Fuguette                                       | Pièce pour orgue                               | Armiane                       | 2011 (édition posthume) | Manuscrit daté 1913-1914 ; transcription des premières pièces de la Suite dans le style ancien (op. 127). |
| 99        | L'Ange gardien                                            | Pièce pour piano                               | Armiane                       | 2001 (édition posthume) | Manuscrit daté 1913, avec une mention « ne pas publier, mauvais ». |
| 100/1     | Salomé                                                    | Pièce pour piano                               | Leduc                         | 1909                    | |
| 100/2     | Salomé                                                    | Orchestre                                      | Furore                        | 2018 (édition posthume) | In Trois Femmes de légende. |
| 101       | Desdemona                                                 | Pièce pour piano                               | Leduc                         | 1913                    | |
| 102       | Il pleut                                                  | Pièce pour piano                               | Sénart                        | 1913                    | |
| 103       | Album pour les tout-petits                                | Pièce pour piano                               | Philippo                      | 1913                    | 20 pièces. |
| 104       | Ronde des marionnettes                                    | Chœur                                          | Poulalion                     | 1913                    | Chœur d'enfants à l'unisson. Poésie de Mel Bonis. |
| 105       | Prière                                                    | Pièce pour orgue ou harmonium                  | Procure de musique religieuse | 1913                    | |
| 106       | Deux Petites Pièces                                       | Musique de chambre                             | Armiane                       | 2008 (édition posthume) | Pour violon et piano ; manuscrit daté 1914. |
| 107       | La Cathédrale blessée                                     | Pièce pour piano                               | Eschig                        | 1929                    | Manuscrit daté 1915. |
| 108       | Air vaudois                                               | Musique de chambre                             | Kossack                       | 2000 (édition posthume) | Pour flûte et piano ; brouillon manuscrit daté 1916. |
| 109       | Mélisande                                                 | Pièce pour piano                               | Leduc                         | 1925                    | Manuscrit daté 1922. |
| 110       | Élégie sur le mode antique                                | Mélodie                                        | Hamelle                       | 1918                    | Pour voix moyenne et piano. Poésie de Paul Rivollet. |
| 111       | Au Crépuscule                                             | Pièce pour piano                               | Hamelle                       | 1923                    | |
| 112       | Sonate pour violon et piano                               | Musique de chambre                             | Sénart                        | 1923                    | 4 mouvements : 1. Moderato 2. Presto 3. Lento 4. Finale con moto |
| 113       | Deux Pièces pour piano                                    | Pièce pour piano                               | Sénart                        | 1924                    | Manuscrit daté 1922 : 1. Chevaux de bois 2. Pavane à Ninine |
| 114       | Suite en ut majeur                                        | Musique de chambre                             | Furore                        | 2006 (édition posthume) | Pour piano et violon ; 3 mouvements : 1. Jour de fête 2. Idylle (ou Sous la ramée) 3. Cortège champêtre Deux manuscrits datés 1926, dont un brouillon.                                                                                                 |
| 115       | Près du moulin                                            | Pièce pour piano                               | Sénart                        | 1925                    | Manuscrit daté 1925. |
| 116       | Dix-Sept Pièces enfantines pour piano                     | Pièce pour piano                               | Eschig                        | 1926                    | |
| 117/1     | Cinq Petites Pièces pour piano                            | Pièce pour piano                               | Sénart                        | 1929                    | 1. Une flûte soupire ; manuscrit daté 1928. |
| 117/2     | Une flûte soupire                                         | Musique de chambre                             | Sénart                        | 1936                    | Pour flûte et piano (transcription). |
| 118       | Cinq Petites Pièces pour piano                            | Pièce pour piano                               | Sénart                        | 1929                    | 2. Berceuse triste ; manuscrit daté 1927. |
| 119       | Cinq Petites Pièces pour piano                            | Pièce pour piano                               | Sénart                        | 1929                    | 3. Boston valse (ou Valse lente) ; manuscrit daté 1928. |
| 120       | Cinq Petites Pièces pour piano                            | Pièce pour piano                               | Sénart                        | 1929                    | 4. Agitato ; manuscrit daté 1928. |
| 121       | Cinq Petites Pièces pour piano                            | Pièce pour piano                               | Sénart                        | 1929                    | 5. Cloches lointaines ; manuscrit daté 1927. |
| 122       | Cantique à Marie                                          | Œuvre vocale religieuse (à une voix)           | Armiane                       | 2005 (édition posthume) | Pour ténor ou soprano, piano ou harpe, et orgue ad lib. Texte anonyme ; manuscrit daté 1927, mention « à l'occasion de la guérison de Claude ». |
| 123       | Scènes de la forêt                                        | Musique de chambre                             | Kossack                       | 2001 (édition posthume) | Pour flûte, cor et piano (ou harpe). 4 mouvements : 1. Nocturne 2. À l'aube 3. Invocation 4. Pour Artémis |
| 124       | Quatuor avec piano no 2                                   | Musique de chambre                             | L'auteur (dépôt chez Hamelle) | 1927                    | Dédicace à Gabriel Pierné. 4 mouvements : 1. Moderato 2. Allegretto 3. Lento 4. Allegro |
| 125       | Sevilliana                                                | Pièce pour piano                               | Eschig                        | 1928                    | |
| 126       | Miocheries, 14 pièces enfantines                          | Pièce pour piano                               | Eschig                        | 1928                    | |
| 127/1     | Suite dans le style ancien                                | Musique de chambre                             | Kossack                       | 2006 (édition posthume) | Pour flûte, violon, alto ou clarinette et piano. Dédicace à Joseph Ermend Bonnal. 4 mouvements : 1. Prélude 2. Choral 3. Fuguette 4. Divertissement |
| 127/2     | Suite dans le style ancien                                | Piano à quatre mains                           |                               |                         | Manuscrit. |
| 127/3     | Suite pour instruments à vent                             | Musique de chambre                             | Eschig                        | 1958                    | Pour septuor à vent (deux flûtes, hautbois, clarinette, cor en fa et deux bassons). 4 mouvements : 1. Prélude 2. Fuguette 3. Choral 4. Badinage |
| 128       | Chant nuptial                                             | Musique de chambre                             | Hamelle                       | 1928                    | Pour violon avec accompagnement de harpe ou piano et orgue ad lib. Manuscrit daté 1926. |
| 129       | Ariel                                                     | Pièce pour piano                               | Furore                        | 2006 (édition posthume) | Sous le pseudonyme de Melàs Bonisouffsky ; manuscrit daté 1925. |
| 130       | Six Pièces à quatre mains (dont deux très faciles)        | Piano à quatre mains                           | Eschig                        | 1930                    | |
| 131       | O Salutaris                                               | Œuvre vocale religieuse (pour chœur)           | P. Schneider                  | 1930                    | Pour chœur (SATB) et orgue. |
| 132       | Sub Tuum                                                  | Œuvre vocale religieuse (pour chœur)           | P. Schneider                  | 1930                    | Pour chœur de soprano et contralto avec orgue. Manuscrit daté 1921. |
| 133       | Andante et Allegro                                        | Musique de chambre                             | P. Schneider                  | 1930                    | Pour flûte et piano. Deux manuscrits, l'un daté 1927, l'autre 1929. |
| 134       | Barcarolle en sol bémol majeur                            | Pièce pour piano                               | Inédit                        |                         | Manuscrit daté 1930. |
| 135       | Couboulambou à Paris                                      | Mélodie                                        | Inédit                        |                         | Sous le pseudonyme de Jacques Normandin. Texte anonyme. Manuscrit daté 1930. |
| 136       | Étude en sol bémol majeur                                 | Pièce pour piano                               | Armiane                       | 1999 (édition posthume) | Manuscrit daté 1927. |
| 137       | Chanson catalane                                          | Mélodie                                        | Fortin Armiane                | 2014 (édition posthume) | Pour voix moyenne et piano. Texte anonyme. Manuscrit daté 1931. |
| 138       | Dolorosa : In memoriam                                    | Pièce pour piano                               | Armiane                       | 1999 (édition posthume) | Manuscrit daté 1932. |
| 139       | Choral pour grand orgue en si bémol majeur                | Pièce pour orgue                               | La Musique sacrée             | 1937                    | Dédicace à Ermend Bonnal. |
| 140       | Prélude en ut mineur (Prière, Andante religioso)          | Pièce pour orgue                               | Carrara                       | 1933                    | Manuscrit daté 1906. |
| 141       | Prélude en sol mineur                                     | Pièce pour orgue                               | Carrara                       | 1933                    | |
| 142       | Deux cantiques de première communion                      | Œuvre vocale religieuse (à une voix)           | Hamelle                       | 1934                    | 1. Troupe innocente Pour une voix (ou chœur à l'unisson) avec accompagnement d'orgue (ou piano). |
| 143       | Noël ancien                                               | Œuvre vocale religieuse (à deux voix ou chœur) | Hamelle                       | 1934                    | Pour soprano avec accompagnement d'orgue ou piano, pouvant se chanter en duo ou avec chœur à deux voix. |
| 144       | Cantique de Jean Racine                                   | Œuvre vocale religieuse (pour chœur)           | Eschig                        | 1977 (édition posthume) | Pour chœur (SATB) , ténor ou soprano solo, orgue et harpe. Manuscrit daté 1934. |
| 145       | Panis angelicus                                           | Œuvre vocale religieuse (à deux voix ou chœur) | Delepine                      | 1935                    | Pour soprano et ténor en chœur avec orgue. |
| 146       | Deux cantiques de première communion                      | Œuvre vocale religieuse (à une voix)           | Hamelle                       | 1934                    | 2. Ô mystère d'amour Pour une voix (ou chœur à l'unisson) avec accompagnement d'orgue (ou piano). Manuscrit daté 1933 |
| 147       | Élévation ou Communion en ré majeur                       | Pièce pour orgue                               | Schola cantorum               | 1936                    | Deux manuscrits, le premier en ré bémol majeur daté de 1928, le second en ré majeur daté de 1936. |
| 148       | Neuf Pièces faciles pour piano                            | Pièce pour piano                               | Eschig                        | 1936                    | |
| 149       | Communion (Adoro te)                                      | Pièce pour orgue ou harmonium                  | La Musique sacrée             | 1937                    | |
| 150       | Adoro te                                                  | Œuvre vocale religieuse (pour chœur)           | Armiane                       | 1998 (édition posthume) | Pour chœur (SATB) a cappella. Manuscrit avec mention « envoyé à Carrara, 1933 ». |
| 151       | Communion (ou Invocation)                                 | Pièce pour orgue                               | Schola cantorum               | 1935                    | Transcription du Prélude en mi bémol majeur pour piano (op. 10). |
| 152       | Quasi Andante                                             | Pièce pour orgue ou harmonium                  | Carrara                       | 1933                    | Manuscrit daté 1928. |
| 153       | Élévation ou Communion en sol majeur                      | Pièce pour orgue ou harmonium                  | Schola cantorum               | 1935                    | in Trois pièces. |
| 154       | Allegretto (ou Prélude) en mi bémol majeur                | Pièce pour orgue ou harmonium                  | Schola cantorum               | 1935                    | |
| 155       | Verset                                                    | Pièce pour orgue ou harmonium                  | Armiane                       | 2011 (édition posthume) | |
| 156       | Pastorale                                                 | Pièce pour orgue                               | Carrara                       | 1971 (édition posthume) | Manuscrit daté 1933, mention « ne pas éditer » ; transcription de la pièce pour piano Aux champs (op. 13). |
| 157       | Pièce en ut majeur (Contemplation)                        | Pièce pour orgue                               | Schola cantorum               | 1935                    | Manuscrit daté 1935. |
| 158       | Cortège nuptial                                           | Pièce pour orgue ou harmonium                  | Carrara                       | 1933                    | |
| 159       | Improvisation (ou Allegretto)                             | Pièce pour orgue ou harmonium                  | Carrara                       | 1971 (édition posthume) | |
| 160       | Élévation en mi bémol majeur                              | Pièce pour orgue                               | Carrara                       | 1971 (édition posthume) | |
| 161       | Quasi Marcia                                              | Pièce pour orgue                               | Carrara                       | 1971 (édition posthume) | Manuscrit daté 1934. |
| 162       | Moderato en sol                                           | Pièce pour orgue                               | Carrara                       | 1935                    | |
| 163       | Inviolata                                                 | Œuvre vocale religieuse (pour chœur)           | Armiane                       | 2000 (édition posthume) | Pour chœur (SATB) a cappella. Manuscrit daté 1920. |
| 164       | Messe a cappella                                          | Œuvre vocale religieuse (pour chœur)           | Armiane                       | 1998 (édition posthume) | Pour chœur (SATB) a cappella. 4 mouvements : 1. Kyrie 2. Gloria 3. Sanctus 4. Agnus Dei Édition moderne sous le titre Messe à la Sérénité. |
| 165/1     | Ophélie                                                   | Pièce pour piano                               | Armiane                       | 1998 (édition posthume) | |
| 165/2     | Ophélie                                                   | Orchestre                                      | Furore                        | 2018 (édition posthume) | |
| 166/1     | Ave verum                                                 | Œuvre vocale religieuse (pour chœur)           | Armiane                       | 1998 (édition posthume) | Pour chœur (SATB) et orgue. |
| 166/2     | Ave verum                                                 | Œuvre vocale religieuse (à deux voix ou chœur) | Inédit                        |                         | Pour soprano, ténor et orgue. |
| 167       | Tantum ergo                                               | Œuvre vocale religieuse (pour chœur)           | Armiane                       | 2000 (édition posthume) | Pour chœur (SATB) a cappella. |
| 168       | Tantum ergo                                               | Œuvre vocale religieuse (pour chœur)           | Armiane                       | 1999 (édition posthume) | Pour trois voix d'hommes a cappella. Manuscrit daté 1915 |
| 169       | Salve Regina                                              | Œuvre vocale religieuse (à deux voix ou chœur) | Armiane                       | 2000 (édition posthume) | Pour soprano et contralto en chœur avec accompagnement d'orgue. Dédicace à l'abbé Gardette. |
| 170       | Kyrie en fa dièse mineur                                  | Œuvre vocale religieuse (pour chœur)           | Armiane                       | 2001 (édition posthume) | Pour chœur (SATB) a cappella. |
| 171       | Mirage                                                    | Mélodie                                        | Armiane                       | 2000 (édition posthume) | Pour voix moyenne et piano. Poésie d'Édouard Guinand. |
| 172       | Chanson de printemps                                      | Mélodie                                        | Armiane                       | 2002 (édition posthume) | Pour voix élevée et piano. Poésie de Mel Bonis ou d'Édouard Guinand. |
| 173       | Andante religioso                                         | Pièce pour orgue                               | Armiane                       | 2011 (édition posthume) | |
| 174       | Vestiaire (2 chansons)                                    | Mélodie                                        | Inédit                        |                         | Sous le pseudonyme Fricoto Pusslink ; texte anonyme. Pour voix moyenne avec piano ; 2 chansons : 1. L'éléphant 2. Championnat |
| 175       | Au clair de la lune                                       | Chœur                                          | Inédit                        |                         | Pour chœur (SATB) et soprano soliste. |
| 176       | Ave Maria                                                 | Œuvre vocale religieuse (à deux voix ou chœur) | Inédit                        |                         | Pour soprano et ténor en chœur avec accompagnement d'orgue. |
| 177       | Boléro                                                    | Pièce pour piano                               | Furore                        | 2014 (édition posthume) | Manuscrit daté de 1932. |
| 178       | Don Galaor                                                | Transcription                                  | Hamelle                       | 1933                    | Pour voix moyenne et piano. Transcription d'une chanson d'Antoine-Louis Clapisson (1854), paroles d'Adolphe de Leuven. |
| 179       | Idylle                                                    | Pièce pour orgue                               | Armiane                       | 2011 (édition posthume) | Manuscrit sans date, mention « ne pas éditer ». |
| 180/1     | Le Songe de Cléopâtre                                     | Piano à quatre mains                           | Furore                        | 2009 (édition posthume) | Manuscrit brouillon, réduction à quatre mains, signé H. V. Liadoff, daté 1909. |
| 180/2     | Le Songe de Cléopâtre                                     | Orchestre                                      | Eschig                        | sans date               | Édition posthume Furore, 2018, in Trois Femmes de légende. |
| 181       | Mazurka-Ballet                                            | Pièce pour piano                               | Furore                        | 2015 (édition posthume) | Sous le pseudonyme de Pierre Domange. |
| 182       | Offertoire (grand chœur)                                  | Pièce pour orgue                               | Armiane                       | 2011 (édition posthume) | |
| 183       | Offertoire                                                | Pièce pour orgue                               | Armiane                       | 2011 (édition posthume) | Manuscrit sans date, mention « ne me plaît guère ». |
| 184       | Rondeau en forme de canon                                 | Chœur                                          | Inédit                        |                         | Chœur à trois voix égales. Poésie d'A. Dupont |
| 185       | Symphonie burlesque                                       | Musique de chambre                             | Fortin                        | 2016 (édition posthume) | Suite pour percussions, vents et piano. 4 mouvements : 1. En ballade 2. Pique-nique 3. Pastorale 4. Retour |
| 186       | Diamant noir                                              | Pièce pour piano                               | Furore                        | 2014 (édition posthume) | Sous le pseudonyme d'Édouard Domange. |
| 187       | Scherzo (ou Final)                                        | Musique de chambre                             | Kossack                       | 2008 (édition posthume) | Pour flûte et piano. Manuscrit intitulé « Final » ; probablement le dernier mouvement d'une œuvre pour flûte et piano perdue. |
| 188       | O Salutaris                                               | Œuvre vocale religieuse (à deux voix ou chœur) | Fortin Armiane                | 2014 (édition posthume) | Pour ténor, baryton, orgue et violon ad lib. Manuscrit daté 1893. |
| 189       | Pièce pour flûte et piano                                 | Musique de chambre                             | Kossack                       | 2000 (édition posthume) | Manuscrit sans date, mention « opus 1 ». |
| 190       | Boléro                                                    | Chœur                                          | L. Grus                       | 1900                    | Sous le pseudonyme de Juan Sanchez. Pour soprano soliste et chœur à deux voix moyennes. Poésie de Jules Ruelle. |
| 191       | Le Moulin                                                 | Chœur                                          | Hamelle                       | 1886                    | Pour chœur de femmes (soprano et contralto) et piano. Poésie d'Édouard Guinand. |
| 192       | Soir                                                      | Musique de chambre                             |                               |                         | Pour piano, violon et violoncelle. |